# Font de la Llena
La Font de la Llena és una font del terme municipal de Tremp, del Pallars Jussà, a l'antic terme d'Espluga de Serra, en territori de l'antic poble de Miralles i de l'encara habitat dels Masos de Tamúrcia.
Està situada a 900 m d'altitud, a la dreta del barranc de Miralles, al nord-oest dels Masos de Tamúrcia i a llevant de Miralles. És en els vessants meridionals de la Serra de Sant Gervàs, a ran del fons de la vall, sota l'extrem oriental de la Montanyeta de Llastarri. És també a la dreta del barranc de la Font de la Llena, al qual dona nom.